# Box’s Shop
Box’s Shop – wieś w Anglii, w Kornwalii. Leży 102 km na północny wschód od miasta Penzance i 319 km na zachód od Londynu.